# Live Oak (Comtat de Sutter)
Live Oak és una ciutat dels Estats Units a l'estat de Califòrnia. Segons el cens del 2008 tenia 8.245 habitants.

## Demografia
Segons el cens del 2000, Live Oak tenia 6.229 habitants, 1.729 habitatges, i 1.393 famílies. La densitat de població era de 1.265,8 habitants/km².
Dels 1.729 habitatges en un 48,8% hi vivien nens de menys de 18 anys, en un 60,7% hi vivien parelles casades, en un 14,3% dones solteres, i en un 19,4% no eren unitats familiars. En el 17% dels habitatges hi vivien persones soles el 8,8% de les quals corresponia a persones de 65 anys o més que vivien soles. El nombre mitjà de persones vivint en cada habitatge era de 3,43 i el nombre mitjà de persones que vivien en cada família era de 3,85.
Per edats la població es repartia de la següent manera: un 33% tenia menys de 18 anys, un 9,6% entre 18 i 24, un 29,5% entre 25 i 44, un 17,2% de 45 a 60 i un 10,7% 65 anys o més.
L'edat mediana era de 30 anys. Per cada 100 dones de 18 o més anys hi havia 85,5 homes.
La renda mediana per habitatge era de 25.754 $ i la renda mediana per família de 31.075 $. Els homes tenien una renda mediana de 22.901 $ mentre que les dones 20.852 $. La renda per capita de la població era de 9.571 $. Entorn del 26% de les famílies i el 30,2% de la població estaven per davall del llindar de pobresa.

## Poblacions properes
El següent diagrama mostra les poblacions més properes.